# مقاطعة جيفيرسون (إلينوي)
مقاطعة جيفيرسون (بالإنجليزية: Jefferson County)‏ هي إحدى المقاطعات في ولاية إلينوي في الولايات المتحدة الأمريكية.

## معرض صور

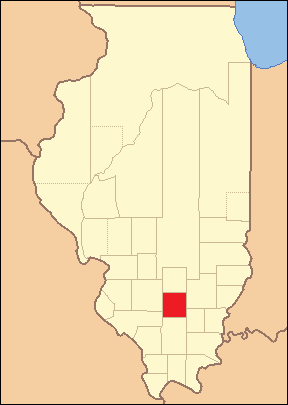
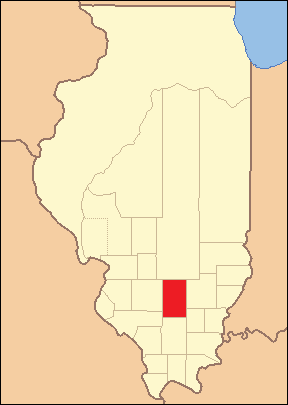
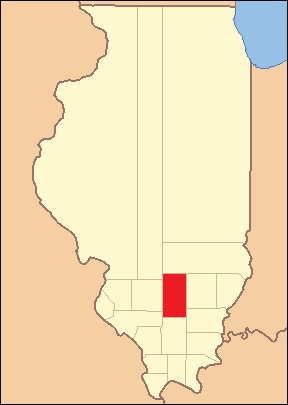

## أعلام
- نيوتن ر. كيسي